# Liste der FFH-Gebiete im Landkreis Rottal-Inn
Die Liste der FFH-Gebiete im Landkreis Rottal-Inn zeigt die FFH-Gebiete des niederbayerischen Landkreises Rottal-Inn in Bayern. Teilweise überschneiden sie sich mit bestehenden Natur-, Landschaftsschutz- und EU-Vogelschutzgebieten.
Im Landkreis befinden sich fünf und zum Teil mit anderen Landkreisen überlappende FFH-Gebiete.
| Altbachgebiet südwestlich Triftern                | BW | 7643-371 WDPA: 555521994 | Landkreis Rottal-Inn                                                           | | ⊙ | 121,87   |  |
| Innleite von Buch bis Simbach                     | BW | 7743-301 WDPA: 555522024 | Landkreis Rottal-Inn                                                           | | ⊙ | 115,00   |  |
| Mausohrkolonien im Unterbayerischen Hügelland     |    | 7839-371 WDPA: 555522045 | Landkreis Erding, Landkreis Mühldorf am Inn, Landkreis Pfaffenhofen an der Ilm | Mausohrkolonien in 7 Kirchen in 7 Landkreisen: Zeilarn (PAN), Frichlkofen (DGF), Trostberg (TS), Gars/Inn (MÜ), Scheyarn (PAF), Hohenwart (AÖ), Schwindkirchen (ED). | ⊙ | 0,00     |  |
| Niedermoore und Quellsümpfe im Isar-Inn-Hügelland | BW | 7442-301 WDPA: 555521937 | Landkreis Dingolfing-Landau, Landkreis Rottal-Inn                              | | ⊙ | 25,00    |  |
| Salzach und Unterer Inn                           |    | 7744-371 WDPA: 555522025 | Landkreis Berchtesgadener Land, Landkreis Traunstein, Landkreis Altötting      | auch in Landkreis Passau,Landkreis Rottal-Inn | ⊙ | 5.688,11 |  |
| Legende für Fauna-Flora-Habitat                   |    |                          |                                                                                | |   |          |  |

## Einzelnachweis
1. ↑  BfN, Natura 2000, FFH-Gebiet 7839-371

- Karte mit allen Koordinaten:
- OSM |
- WikiMap